# The Shirelles
The Shirelles (Ширэ́лз) — американская гёрл-группа. Была одной из самых первых гёрл-групп и одной самых популярных в конце 1950-х — начале 1960-х годов.
Образована в 1957 году. Все четыре участницы были ученицами старших классов из города Пассейик (штат Нью-Джерси).
В 1996 году группа была избрана в «Зал славы рок-н-ролла», а в 2004 году журналом «Ролинг стоун» названа одним из лучших музыкальных исполнителей всех времён. Кроме, того две их песни, «Will You Love Me Tomorrow» и «Tonight’s the Night», попали в составленный этим журналом список 500 величайших песен всех времён.
Также две песни, — те же «Tonight’s the Night» и «Will You Love Me Tomorrow», — входят в исполнении группы The Shirelles в составленный Залом славы рок-н-ролла список 500 Songs That Shaped Rock and Roll.

## Дискография

### Студийные альбомы
| Год  | Альбом                                           | Billboard 200 | Лэйбл             |
| ---- | ------------------------------------------------ | ------------- | ----------------- |
| 1960 | Tonight's the Night                              | –             | Scepter Records   |
| 1960 | The Shirelles Sing to Trumpets and Strings       | –             | Scepter Records   |
| 1962 | The Shirelles and King Curtis Give a Twist Party | –             | Scepter Records   |
| 1962 | Baby It's You                                    |               | Scepter Records   |
| 1963 | Foolish Little Girl                              | 133           | Scepter Records   |
| 1965 | Hear and Now                                     | –             | Pricewise Records |
| 1965 | Swing the Most                                   | –             | Pricewise Records |
| 1967 | Spontaneous Combustion                           | –             | Scepter Records   |
| 1971 | Happy and in Love                                | –             | RCA Records       |
| 1972 | The Shirelles                                    | –             | RCA Records       |
| 1973 | Eternally, Soul                                  | –             | Scepter Records   |